# La Gouesnière
La Gouesnière è un comune francese di 1 693 abitanti situato nel dipartimento dell'Ille-et-Vilaine nella regione della Bretagna.

## Società

### Evoluzione demografica
Abitanti censiti